# Kopalnia Pike River

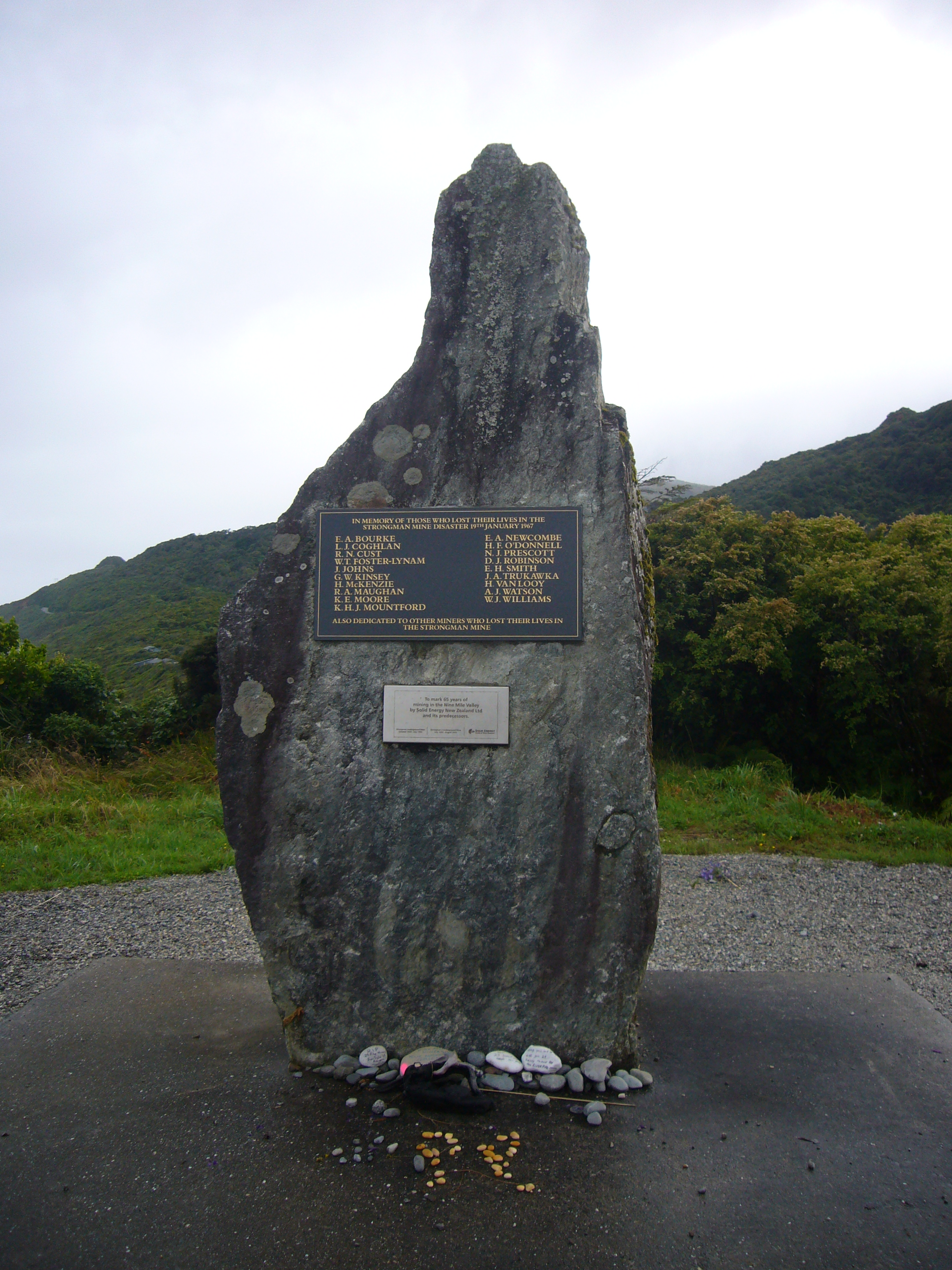
Pomnik pamięci ofiar eksplozji w Nowej Zelandii w 2011 roku

Kopalnia Pike River (ang. Pike River Mine) – kopalnia węgla kamiennego należąca do Pike River Coal Ltd położona 46 km na północny wschód od Greymouth na południowej wyspie Nowa Zelandia.
Kopalnia miała rozpocząć produkcję na początku 2008 i oczekiwano, że poziom produkcji osiągnie ok. 1 miliona ton rocznie, w okresie późniejszym liczba ta została zrewidowana do 320–360 tys. ton rocznie. Wydobywany w niej węgiel jest bardzo wysokiej jakości.
19 listopada 2010 w kopalni doszło do eksplozji, w wyniku której 29 górników zostało zasypanych, 24 listopada doszło do kolejnej eksplozji, po której ogłoszono, że zaginieni górnicy najprawdopodobniej zginęli.